# Pyemotes tritici
Pyemotes tritici (лат.) — вид микроскопических клещей рода Pyemotes семейства Pyemotidae из отряда Trombidiformes.

## Описание
Клещи микроскопического размера (длина около 300 мкм, ширина около 100 мкм). Pyemotes tritici известен как «зерновой чесоточный клещ» (grain itch mite) или соломенный чесоточный клещ (straw itch mite). Это космополитический вид, который встречается на соломе, сене и хранящемся зерне. Это паразит мелких членистоногих, и его исследуют в качестве возможного биологического средства борьбы с вредителями хранящихся продуктов. Он также связан с дерматитом у людей.
Pyemotes tritici исследуется как потенциальный биологический агент для борьбы с вредителями хранящихся продуктов; его высокие темпы роста популяции, вероятно, превышают темпы роста его членистоногих-хозяев, и было обнаружено, что его можно массово разводить в лаборатории. В том числе, Pyemotes tritici считается потенциальным биологическим агентом против красных огненных муравьёв, способным паразитировать в каждой касте в колонии.

## Жизненный цикл
Pyemotes tritici является яйцеживородящим, это означает, что эмбрионы полностью развиваются внутри самки, выходя из родовых путей во взрослом состоянии. Самцы рождаются после периода беременности, который на два дня меньше, чем у самок, самцы помогают самкам появиться, и совокупление происходит, как только самки рождаются. Неспаренная самка не может совокупляться в более позднем возрасте. Менее 10 % потомства составляют самцы, хотя их доля увеличивается в условиях сильной скученности. В среднем каждая самка производит около 250 потомков, но после спаривания примерно с пятнадцатью самками коэффициент фертильности самцов снижается.

## Экология
Самки Pyemotes tritici протыкают хозяина своим стилетом жертву, вводя токсичный яд, который парализует хозяина, и который в конечном итоге умирает. Зерновая моль (Sitotroga croella) — вредитель хранимого зерна, откладывающий яйца на семенные корзинки в поле или на зерно. До 1882 года считалось, что Pyemotes tritici, которые иногда обнаруживаются в хранимой соломе или сене, питаются урожаем, однако оказалось, что клещи плотоядны и питаются личинками моли и других насекомых-вредителей. Когда клещи вступают в контакт с кожей человека, они пытаются там питаться, вызывая сильный зуд, часто по всей поверхности тела. Примерно через шестнадцать часов на поверхности кожи появляются пузырьки, похожие на волдыри, и другие симптомы могут включать головную боль, боль в суставах, лихорадку и тошноту.

### Список хозяев
Среди хозяев отмечены моль зерновая (Sitotroga cerealella), жуки Araecerus levipennis и хлопковый долгоносик (Anthonomus grandis; Curculionidae), большая восковая моль (Galleria mellonella, Galleriidae), термиты Cryptotermes brevis (Kalotermitidae), некоторые пчёлы и муравьи.